# کازونا تاکاسه
کازونا تاکاسه (انگلیسی: Kazuna Takase؛ زادهٔ ۶ اوت ۱۹۹۹) بازیکن فوتبال اهل ژاپن است.
از باشگاه‌هایی که در آن بازی کرده‌است می‌توان به باشگاه فوتبال توکیو اشاره کرد.